# Ріроріро
Ріроріро (Gerygone) — рід горобцеподібних птахів родини шиподзьобових (Acanthizidae). Більшість представників роду є ендеміками Австралазії: Австралії, Нової Гвінеї, Нової Зеландії й островів Тихого океану. Лише золотоволому ріроріро вдалося перетнути лінію Воллеса і заселити Таїланд, Малайзію і Філіппіни.

## Види
Виділяють дев'ятнадцять видів роду Ріроріро, один з яких є вимерлим:
- Ріроріро бурий (Gerygone mouki)
- Ріроріро сірий (Gerygone igata)
- Ріроріро острівний (Gerygone modesta)
- Ріроріро чатамський (Gerygone albofrontata)
- Ріроріро віялохвостий (Gerygone flavolateralis)
- Ріроріро буроволий (Gerygone ruficollis)
- Ріроріро золотоволий (Gerygone sulphurea)
- Ріроріро рудий (Gerygone dorsalis)
- Ріроріро мангровий (Gerygone levigaster)
- Ріроріро білочеревий (Gerygone inornata)
- Ріроріро західний (Gerygone fusca)
- Ріроріро узбережний (Gerygone tenebrosa)
- Ріроріро великодзьобий (Gerygone magnirostris)
- Ріроріро біяцький (Gerygone hypoxantha)
- Ріроріро жовточеревий (Gerygone chrysogaster)
- Ріроріро сіроголовий (Gerygone chloronota)
- Ріроріро білогорлий (Gerygone olivacea)
- Ріроріро вусатий (Gerygone palpebrosa)
- †Ріроріро лорд-гаузький (Gerygone insularis)

Дослідники також пропонують виділити підвид віялохвостого ріроріро як двадцятий вид ріроріро під назвою Gerygone citrina.

## Етимологія
Наукова назва роду Gerygone походить від сполучення слів дав.-гр. γηρυγονος — луна і  γονη — дитина. Назва вказує на тонкий, жалібний спів ріроріро. Українська назва "ріроріро" походить від маорійського слова на позначення Gerygone igata.